# Parafia Świętych Kosmy i Damiana w Zapałowie
Parafia Świętych Kosmy i Damiana – parafia prawosławna w Zapałowie, w dekanacie Przemyśl diecezji przemysko-gorlickiej.
Na terenie parafii funkcjonuje 1 cerkiew:
- cerkiew Świętych Kosmy i Damiana w Zapałowie – parafialna

## Historia
Po II wojnie światowej władze państwowe zamieniły cerkiew w Zapałowie na skład nawozów sztucznych, a po zamknięciu magazynu planowano jej rozebranie. Po licznych protestach wiernych, w 1966 r. władze zezwoliły na utworzenie parafii prawosławnej. Po powołaniu parafii nastąpił sprzeciw biskupa rzymskokatolickiego Ignacego Tokarczuka, który prowadził kampanię sprzeciwu wobec prawosławia, wskutek tego przy nowej parafii pozostali nieliczni. Początkowe lata były pełne wrogości i dyskryminacji ze strony miejscowych katolików. Początkowo w parafii posługiwali duchowni z Warszawy (m.in. kanclerz o. Sawa (Hrycuniak)), Białostocczyzny i terenów późniejszej diecezji przemysko-nowosądeckiej. W 1989 r. ustały prześladowania i rozpoczął się czas tolerancji i zainteresowania. W latach 1992–1996 przeprowadzono wstępną renowację cerkwi.
W 2016 r. parafia liczyła 7 rodzin.

## Cerkiew parafialna
Świątynią parafialną jest murowana cerkiew zbudowana w latach 1926–1927, początkowo greckokatolicka, po wojnie prawosławna. Przy cerkwi wzniesiono obelisk z sześcioramiennym krzyżem, upamiętniający deportację ludności ukraińskiej (monument został poświęcony 30 maja 1997, w 50. rocznicę rozpoczęcia akcji „Wisła”). Na północ od świątyni, w odległości około 60 m, znajduje się cmentarz parafialny.

## Wykaz proboszczów
- 1966–1967 – ks. Jerzy Krysiak
- 1984–1987 – ks. Jerzy Plis
- 1988–1989 – ks. Sławomir Kondratiuk
- 1989–2002 – ks. Aleksander Kulik
- 2002–2008 – ks. Jarosław Kadyło
- 2008–2018 – ks. Jan Plewa
- od 2018 – p.o. ks. Bazyli Zabrocki